# 千爵史诗
《千爵史詩》是由Nerial开发并由Devolver Digital发行的卡牌动作冒险游戏。该游戏于2022年6月2日登陸Microsoft Windows和Nintendo Switch。该游戏以18世纪的法国为背景，讲述了一位啞巴酒店店員在早上時偶遇聖日耳曼伯爵，兩人決定在下午時的一場牌局出老千，但被對手發現，當對手正要開槍時，被一旁的人制止，不小心打中了酒店老闆，沒有了雇主的啞巴，便加入了聖日耳曼伯爵，並踏上了用各種方式在各個賭場作弊的旅程。

## 遊戲玩法
《王牌卡神》是一款以卡牌詐術和作弊為主題的橫向捲軸動作冒險遊戲。玩家扮演一位在法國南部小酒館中當服務生的啞巴少年。然後他被一名伯爵所招募，以協助伯爵來欺騙對手並奪取財富故事中隱藏的秘密。
遊戲中大約有28種卡牌可以可以學習，每一招技巧都比前一招更加複雜，以助於玩家提升在法國貴族階層中的地位。遊戲初期學到的第一個技巧是如何正確擦拭桌面來向搭檔暗示對手手中的牌的花色，而遊戲進一步時，玩家需要操控洗牌過程，以確保伯爵在牌桌上擁有最好的牌。如果技巧執行的太慢或玩家在洗牌時出錯，對手就會開始懷疑玩家，這會通過遊戲畫面底部逐漸填滿的計量器來表示。如果計量器完全填滿，你將面臨被趕出賭場、破產，或在更極端的情況下，面臨死亡的後果。

## 遊戲發展
《王牌卡神》由 Nerial 開發，這家工作室同時也是創造了設定在虛構中世紀世界的策略遊戲《統治》的開發者。Nerial 與藝術家 Nicolai Troshinsky 合作，將《王牌卡神》的遊戲玩法和藝術風格付諸實現，遊戲由 Devolver Digital 發行。遊戲的劇情寫作靈感來自 Troshinsky 對 1975 年史丹利·庫柏力克電影《亂世兒女》的熱愛以及卡牌控制啟發了他的興趣。遊戲的配樂包括 Andrea Boccadoro 編排的原創樂曲和重新詮釋的經典曲目，由現場管弦樂隊演奏。音樂分數包括來自 18 世紀音樂家如聖喬治騎士、克勞德‧德布西和約翰·塞巴斯汀·巴哈的作品。

## 反饋
| 汇总媒体             | 得分                         |
| -------------------- | ---------------------------- |
| Metacritic           | PC: 80/100 NS: 80/100        |
| OpenCritic（推荐率） | 81/100 89% Critics Recommend |

| 媒体           | 得分        |
| -------------- | ----------- |
| Eurogamer      | Recommended |
| Game Informer  | 6/10        |
| HardcoreGamer  | 4.5/5       |
| Jeuxvideo.com  | 16/20       |
| Nintendo Life  | [ 16 ]      |
| 任天堂世界报道 | 8.5/10      |
| 新音乐快递     | [ 18 ]      |
| PC Gamer美国   | 86/100      |
| Shacknews      | 8/10        |
| TouchArcade    | 4.5/5       |
| 衛報           | [ 22 ]      |
| Siliconera     | 8/10        |

《王牌卡神》根據評論匯總網站 Metacritic 的資料，獲得了「普遍好評」。
PC Gamer對其作弊機制讚不絕口，表示：「《王牌卡神》是我見過的最接近用遊戲手把模仿角色動作的遊戲。這是一個巧妙的系統，每一個卡牌技巧都不盡相同。」 《衛報》喜歡這款遊戲的藝術風格，認為它使遊戲中的每一個場景都生動起來，「所有這些都以潦草、富有表現力的角色肖像和酒紅色的背景美輪美奐地呈現出來。」 《The Verge》對遊戲帶給玩家的壓力印象深刻，「即使《王牌卡神》具有挑戰性，我在掌握技巧的過程中也感到非常有趣......在一些重大時刻表演技巧之前，我甚至會真正感到緊張。」 《Nintendo Life》則認為對話提升了遊戲的水準，「貫穿整個故事的始終都令人感到愉快，這得益於貫穿其中的那些輕鬆且尖銳的機智對話。」
在享受卡牌遊戲的同時，《Nintendo World Report》批評了偶爾會破壞卡牌遊戲的漏洞，表示「遊戲有一些粗糙的地方，偶爾會出現罕見的遊戲崩潰或動畫機制的錯誤。這些問題會稍微影響到本來極具新意的表現。」《Rock Paper Shotgun》認為遊戲在某些點上可能會變得重複，需要反复嘗試直到做對某一序列。《Game Informer》 對遊戲的卡牌技巧表示強烈不喜歡，寫道：「不幸的是，幾乎無一例外，我發現各種策略令人沮喪、乏味，有時甚至難以理解。這些遊戲玩法通常只是一些老派狗血的事件。」而《Eurogamer》 則欣賞遊戲難度增加的流暢性，「這一刻你在學習如何將一張牌藏入牌堆使你的朋友總能抽到王牌……下一刻你在閱讀牌面，同時透過一個不斷在船上桌面移動的鏡面煙草盒的反射觀察卡的花色。」

## 外部鏈接
- 官方网站